# Nicolae Botgros
Nicolae Botgros (né le 25 janvier 1953 à Badicul Moldovenesc, Cahul, en Moldavie) est un violoniste et chef d'orchestre très connu en Roumanie et en Moldavie.

## Présentation générale
Nicolae Botgros est tout de suite identifié au folklore musical roumain et moldave, dans le sens où il est reconnu comme un très grand virtuose du violon. Il est le chef d'orchestre des "Lautarii de Chisinau", qu'il a créé en 1970 avec l'aide du chanteur Nicolae Sulac, le compositeur et violoniste Mircea Otel ainsi que le trompettiste Gheorghe Usaci. "Lautari" signifie en roumain "ménétrier" (de ménéstrel, musicien qui jouait dans les villages, violoneux).
Le "Maestrul Botgros" commence à diriger l'orchestre en 1978 et donne vie à un répertoire musical traditionnel très sélect.
A l'heure actuelle, il est considéré comme l’ambassadeur de la musique moldave dans le monde et il le montre très régulièrement lorsqu'il effectue des tournées dans différentes villes européennes et plus rarement dans le reste du monde.

## Biographie
Nicolae Botgros a bénéficié très tôt de l'éducation musicale de son père, Dumitru Botgros. Lui aussi était un grand virtuose et a transmis la passion de la musique à ses trois enfants, Vasile, Nicolae et Gheorghe. Nicolae était le plus motivé de tous et a pu réaliser ce que son père n'a jamais pu faire, c'est-à-dire étudier dans une école de musique.
« J’ai toujours eu mon père dans le cœur. C’est lui qui m’a mis le violon dans les mains. Je lui ai toujours obéi et suivi ses conseils. S’il me disait de jouer du violon une ou deux heures, je ne sortais pas de la maison. Les garçons allaient se divertir, moi, je jouais du violon. C’est de mon père que j’ai appris la plupart des pièces folkloriques que j’ai arrangées ultérieurement pour l’orchestre. Quand je rentrais à la maison, il me rencontrait toujours à la porte, il me jouait une pièce, une ronde, etc. C’était sa façon de me saluer. Il me préparait toujours une surprise musicale », se souvient l’artiste.
L’écrivain Andrei Strambeanu considère Nicolae Botgros comme un messager de la chanson folklorique qui a édifié la renommée de son pays dans le monde entier. « Je connais Nicolae Botgros depuis qu’il était un beau jeune homme, dit l’écrivain. Quand je l’ai écouté pour la première fois jouer du violon, j’en ai été enchanté. Ensuite, je l’ai écouté à la Philharmonie ou pendant 20 ans j’ai été membre du Conseil artistique. J’étais tout simplement épris de ce qu’il faisait. Voire plus, mon avis au sujet du musicien Botgros a été confirmé par un autre grand violoniste - Isidor Burdin, l’homme qui a ranimé la musique populaire moldave aux années 50-60. « Voila un jeune qui est un véritable ménétrier, qui fait des miracles avec son violon, avait-il dit une fois ».
Son orchestre collabore très régulièrement avec des chanteurs-interprètes de musique populaire, dont les plus connus sont Nicolae Sulac, Sofia Vicoveanca, Zinaida Julea, Adriana Ochisanu, Ion Paladi...

## Un talent national
Le musicien Nicolae Botgros a inscrit des pages brillantes dans sa carrière artistique. Il est Chevalier de l’Ordre de la République, détenteur du titre honorifique d’Artiste du Peuple, médaille remise par le président Traian Basescu. 
En 2002, la chaîne de télévision « Roumanie Internationale » a accordé au maître Nicolae Botgros le titre de « Chef du meilleur orchestre de musique populaire de l’espace roumain ».
Chaque année, le maître participe en direct avec l’orchestre « Lautarii » de Chisinau à de nombreux spectacles musicaux et festivals internationaux tenus en Roumanie. 
Chaque semaine, il participe aux enregistrements de l'émission moldave très populaire, O Data'n Viata, présentée par Iuliana Tudor. L'orchestre "Lautarii din Chisinau" s'y produit avec des artistes locaux.

## Discographie
- Drag mi-i cintecul şi neamul
- Mîndresc cu lăutarii
- Orchestra Lăutarii
- Orchestra Lăutarii
- Virtuozii Basarabiei
- Lume, Soro Lume